# Francolí de la Xina
El francolí de la Xina (Francolinus pintadeanus) és una espècie d'ocell de la família dels fasiànids (Phasianidae) que habita boscos tropicals i subtropicals del sud-est de l'Índia, sud-est de la Xina i Sud-est asiàtic a excepció de la Península Malaia.